# Шефский дом

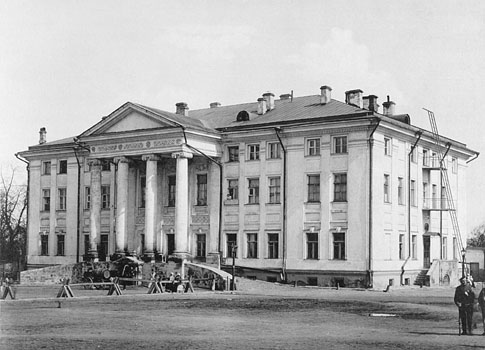
Шефский дом в начале XX века

Ше́фский дом (Тамесов дом) — историческое здание в Москве в районе Хамовники (Комсомольский проспект, дом 13). Построен в конце XVIII века на основе палат начала XVIII века. Входит в комплекс Хамовнических казарм. Шефский дом относится к стилю классицизм и имеет статус объекта культурного наследия федерального значения.

## История
В начале XVIII века на этом месте были выстроены палаты усадьбы А. Ф. Лопухина. Это были деревянные хоромы на каменных погребах, в мезонинном этаже размещался зал. В 1718 году усадьбу купил голландец И. П. (Джон) Тамес, директор находившейся рядом Хамовнической полотняной мануфактуры. В 1770—1880-х годах «на погребах» старых палат по инициативе И. И. Тамеса был построен новый жилой дом. В начале XIX века дом был включён в выстроенный рядом комплекс Хамовнических казарм. Он получил название Шефский дом, поскольку предназначался для расквартирования офицеров и шефа (почётного командира) полка. В 1817—1818 годах у жившего в Шефском доме полковника А. Н. Муравьёва собирались декабристы Н. М. Муравьёв, С. И. Муравьёв-Апостол, М. И. Муравьёв-Апостол, М. А. Фонвизин, Ф. П. Шаховской, И. Д. Якушкин и другие.
В 1970 году в здании разместилось правление Союза писателей РСФСР. Ныне здание занимает Союз писателей России.

## Архитектура
Шефский дом построен в духе раннего московского классицизма. Парадный фасад украшен четырёхколонным портиком с двумя пандусами-въездами по его сторонам. Архитектурный декор сведён к минимуму. В оформлении фасада использованы лопатки и вертикальные ниши, он выкрашен в три цвета: белый, жёлтый и красно-охристый.
Первоначальные пропорции особняка были нарушены, после того как во фризе были прорублены окна третьего этажа. Окна первого и второго этажей также были расширены.